# 借贷
在金融領域，貸款（或稱借贷、融資，俗稱調头寸等）是一個或多個個人、組織或其他實體向其他個人、組織等出借的金錢。接收方（即借款人）承擔債務，通常有責任支付該債務的利息，直到它被償還以及償還借入的本金。
證明債務的文件（如本票）通常會指明借入的本金金額、貸方收取的利率以及還款日期等。貸款致使標的資產在貸款人與借款人之間，在一段時間內的重分配。
利息為貸方提供了參與貸款的激勵。在合法貸款中，這些義務和限制中的每一個都是透過合同強制執行的，這也可能使借款人受到稱為貸款契約的額外限制。儘管本文重點介紹貨幣貸款，但在實踐中，任何實物都可能被借出。
提供貸款是銀行和信用卡公司等金融機構的主要活動之一。對於其他機構，發行債券等債務合約是典型的資金來源。

## 贷款要素
交易对象、品种、金额、期限、利率、费率（价格）、担保方式、使用方式、清偿方式、约束条件。

## 貸款人（借貸方）
貸款人指貸出款項的一方：
- 自然人
- 法人或其代表人——企业法人、事业法人
- 其他经济组织或其负责人
- 自然人、法人、其他经济组织或其代理人

## 贷款种类
按照贷款期限分为：
- 长期贷款——贷款期限在超過7年
- 中期贷款——贷款期限在超過1年，7年以內
- 短期贷款——贷款期限在1年以内
- 透支——没有固定期限的贷款

按币种分为：
- 本币贷款
- 外币贷款

按照贷款人性质分为：
- 银行贷款（自营贷款）
- 银团贷款
- 委托贷款（公积金贷款就是一种典型的委托贷款）
- 特定贷款

按贷款主体性质分为：
- 经济组织贷款

- 企业单位贷款
- 事业单位贷款

- 个人贷款

按照贷款用途分为：
- 企业（经济组织）类

- 固定资产投资贷款

- 项目融资贷款
- 一般固定资产贷款

- 流动资金贷款

- 铺底流动资金贷款
- 临时流动资金周转贷款

- 票据贴现

- 个人类

- 个人经营类贷款
- 个人消费类贷款

- 住房抵押贷款（俗称按揭）

- 一手房贷款
- 二手房贷款
- 房屋增貸
- 理財型房貸
- 房屋轉貸

- 商用房抵押贷款（有些银行把这类贷款归入经营类贷款）

- 一手房贷款
- 二手房贷款

- 汽车贷款（含自用车和商用车，有些银行把商用车贷款归入经营类贷款）

- 一手车（購車貸款）
- 二手车（原車融貸）

- 機車相關貸款

- 機車融資（又稱機車貸款、機車借款、機車增貸）
- 購車分期貸款（又稱購車分期、購車貸款、機車分期、或機車分期貸款）

- 助学贷款
- 其他消费贷款

- 装修贷款
- 旅游贷款
- 耐用消费品贷款
- 其他

- 个人质押类贷款

按利率分为：
- 固定利率贷款
- 浮动利率贷款
- 混合利率贷款

按照贷款担保方式分为：
- 信用贷款
- 担保贷款

- 保证贷款
- 抵押贷款
- 质押贷款

- 票据贴现

按照贷款资产质量（风险程度）分为：
- 正常贷款
- 关注贷款
- 次级贷款
- 可疑贷款
- 损失贷款

按照贷款存续情况分为：
- 正常贷款
- 逾期贷款（逾期0-180天）
- 呆滞贷款（逾期181-360天）
- 呆账贷款（逾期361天以上）
- 公积金贷款

## 利息
利息是指借款人为取得资金使用权而向贷款人支付的报酬，它是资本（即贷出的本金）在一定期间内的使用价格。在民法中，利息是本金的法定孳息。
中華人民共和國法律規定，民間互相借貸最高年利率為年化24%，而24%至36%之間的利息若打官司可以不必支付，若已經支付則無法討回。但超過年化36%的為非法高利貸，無論借據如何簽訂法律皆不承認且必須返還。而砍頭息現象也就是拿借款時先被預扣第一期利息的做法，法律也不承認，只認定以實拿金額數作為本金。

## 利率
一定期限內利息與貸款資金總額的比率，是貸款價格的表達形式。即：
利率 = 利息額 / 貸款本金
利率分為日利率、月利率、年度利率。
貸款人依據各國相關法規所公佈的基準利率、利率浮動空間，而與該貸款銀行確定貸款利率。
每間銀行的演算法都有所不同，每個人在各銀行的貸款利率也會有所差異。
個人貸款利率，通常視為「一般成本」＋「機會成本」＋「信用風險」＋「變現力風險」

### 負利率貸款
當貸款利率為負利率時，借款人可從放貸者取得利息。

### 信贷评级与利率
在香港，利率和借贷上限是基于借贷人的信贷评级。信贷评级愈好，贷款的年利率便愈低。另一方面，私人贷款的借贷上限通常是借贷人士月薪的6至18倍，部分公司更以无借贷上限作为推广宣传。

## 贷款风险控制

### 風險管理主體
貸款的風險控制主體為貸款人。
- 中国大陆：中華人民共和國境內註冊的貸款人的貸款業務接受中国银行保险监督管理委员会的監管。
- 臺湾：中華民國行政院金融監督管理委員會
- 香港：香港金融管理局
- 澳门：澳門金融管理局
- 新加坡：新加坡金融管理局
- 马来西亚：马来西亚国家银行

### 风险管理方法
巴塞尔协议是国际通用的贷款风险管理方法。

## 贷款还款方式
商业贷款可选择两种方式还款：
1. 等额本息还款。
2. 等额本金还款。

## 就學貸款
- 中華民國教育部公布，臺灣學生的貸款人數達到94萬人，並有3.3萬人因收入不足夠3萬新臺幣申請緩繳。[3]